# Naperville
Naperville is een plaats (city) in de Amerikaanse staat Illinois, en valt bestuurlijk gezien onder DuPage County en Will County. Het is een voorstad van Chicago.

## Demografie
Bij de volkstelling in 2000 werd het aantal inwoners vastgesteld op 128.358. In 2006 is het aantal inwoners door het United States Census Bureau geschat op 142.901, een stijging van 14543 (11,3%).

## Geografie
Volgens het United States Census Bureau beslaat de plaats een oppervlakte van 92,0 km², waarvan 91,6 km² land en 0,4 km² water. Naperville ligt op ongeveer 220 m boven zeeniveau.

## Plaatsen in de nabije omgeving
De onderstaande figuur toont nabijgelegen plaatsen in een straal van 12 km rond Naperville.

## Geboren
- Robert Zoellick (1953), directeur van de Wereldbank
- Paul Sereno (1957), paleontoloog
- Bob Odenkirk (1962) komiek
- Bryan Gaul (1989), voetballer